# Мезинська сільська рада
Ме́зинська сільська́ ра́да — адміністративно-територіальна одиниця та орган місцевого самоврядування в Коропському районі Чернігівської області. Адміністративний центр — село Мезин.

## Загальні відомості
- Територія ради: 31,581 км²
- Населення ради: 462 особи (станом на 2001 рік)

Мезинська сільська рада зареєстрована 1926 року. Стала однією з 25-ти сільських рад Коропського району і одна з 18-ти, яка складається більше, ніж з одного населеного пункту.
На території сільради діє Мезинська ЗОШ І-ІІ ст. та Мезинський ДНЗ.

## Населені пункти
Сільській раді підпорядковані населені пункти:
- с. Мезин (346 осіб)
- с. Курилівка (116 осіб)

## Склад ради
Рада складалася з 12 депутатів та голови.
- Голова ради: Куриленко Михайло Анатолійович
- Секретар ради: Костюченко Світлана Григорівна

### Керівний склад попередніх скликань
| Прізвище, ім'я, по батькові    | Основні відомості                                                                     | Дата обрання | Дата звільнення |
| ------------------------------ | ------------------------------------------------------------------------------------- | ------------ | --------------- |
| Філько Надія Ігнатівна         | Сільський голова, 1952 року народження, член Всеукраїнського об'єднання «Батьківщина» | 26.03.2006   | 31.10.2010      |
| Філько Валентина Петрівна      | Сільський голова, 1961 року народження, освіта вища, член Партії регіонів             | 31.10.2010   |                 |
| Куриленко Михайло Анатолійович | Сільський голова,                                                                     |              |                 |

Примітка: таблиця складена за даними сайту Верховної Ради України

### Депутати
За результатами місцевих виборів 2010 року депутатами ради стали:

#### За суб'єктами висування
| Суб'єкт висування                 | Кількість обраних депутатів | %    |
| --------------------------------- | --------------------------- | ---- |
| Партія регіонів                   | 9                           | 56,3 |
| Народна партія                    | 3                           | 18,8 |
| Самовисування                     | 3                           | 18,8 |
| Політична партія «Сильна Україна» | 1                           | 6,3  |

#### За округами
| № округу                          | Прізвище, ім'я, по батькові    | Дата визнання обраним | Освіта             | Партійна приналежність                        | Відомості про обраного депутата                                        |
| --------------------------------- | ------------------------------ | --------------------- | ------------------ | --------------------------------------------- | ---------------------------------------------------------------------- |
| Народна Партія                    |                                |                       |                    |                                               |                                                                        |
| 13                                | Філько Оксана Петрівна         | 01.11.2010            | середня            | член Народної партії                          | ППТФ «Марія», продавець                                                |
| 15                                | Куриленко Леонід Петрович      | 01.11.2010            | середня спеціальна | позапартійний                                 | Мезинська загальноосвітня школа І-ІІ ст., завгосп                      |
| 16                                | Костомаха Валентина Василівна  | 01.11.2010            | середня            | член Партії регіонів                          | Мезинський НПП, техпрацівниця                                          |
| Партія регіонів                   |                                |                       |                    |                                               |                                                                        |
| 1                                 | Куриленко Людмила Миколаївна   | 01.11.2010            | середня            | член Партії регіонів                          | агрокомбінат «Тепличний», тепличниця                                   |
| 2                                 | Подоляко Ольга Олександрівна   | 01.11.2010            | середня            | член Партії регіонів                          | агрокомбінат «Тепличний», тепличниця                                   |
| 3                                 | Колешня Іван Якович            | 01.11.2010            | середня            | член Партії регіонів                          | пенсіонер                                                              |
| 5                                 | Оболонський Микола Захарович   | 01.11.2010            | вища               | член Партії регіонів                          | Свердловська загальноосвітня школа І-ІІІ ст., вчитель                  |
| 6                                 | Кошель Михайло Павлович        | 01.11.2010            | вища               | член Партії регіонів                          | Мезинський НПП, провідний інженер з охорони тваринного світу           |
| 9                                 | Філько Михайло Михайлович      | 01.11.2010            | вища               | член Партії регіонів                          | Радичівська загальноосвітня школа І-ІІІ ст., вчитель фізики            |
| 11                                | Василець Катерина Михайлівна   | 01.11.2010            | середня спеціальна | член Партії регіонів                          | Мезинський НПП, бухгалтер                                              |
| 12                                | Копилок Віра Олександрівна     | 01.11.2010            | середня спеціальна | член Партії регіонів                          | пенсіонер                                                              |
| 14                                | Дорош Наталія Федосіївна       | 01.11.2010            | середня спеціальна | член Партії регіонів                          | агрокомбінат «Тепличний», тепличниця                                   |
| Політична партія «Сильна Україна» |                                |                       |                    |                                               |                                                                        |
| 4                                 | Куриленко Артем Анатолійович   | 01.11.2010            | вища               | член Політичної партії «Сильна Україна»       | Радичівська загальноосвітня школа І-ІІІ ст., вчитель фізичної культури |
| Самовисування                     |                                |                       |                    |                                               |                                                                        |
| 7                                 | Подоляко Юрій Петрович         | 01.11.2010            | середня            | позапартійний                                 | Мезинський будинок культури, директор                                  |
| 8                                 | Копилок Зінаїда Іванівна       | 01.11.2010            | середня спеціальна | член Всеукраїнського об'єднання «Батьківщина» | Мезинська сільська рада, головний бухгалтер                            |
| 10                                | Костюченко Світлана Григорівна | 01.11.2010            | середня спеціальна | член Всеукраїнського об'єднання «Батьківщина» | Мезинська сільська рада, секретар сільської ради                       |